# Alois Seidl (Politiker)
Alois Karl Seidl (* 12. Jänner 1923 in Gamlitz; † 7. August 1995 in Graz) war ein österreichischer Volksschullehrer, -direktor und Politiker (ÖVP). Von 1970 bis 1974 gehörte er dem steirischen Landtag als Landtagsabgeordneter an.

## Leben
Alois Seidl wurde an 12. Jänner 1923 als Sohn des Gendarmeriebeamten Alois Seidl (* 5. März 1892 in Bairisch Kölldorf; † 9. Dezember 1938 in Graz) und dessen Ehefrau Maria Helena (geborene Haas; * 1. Juli 1895 in Knittelfeld; † 8. Mai 1985 in Graz) in Gamlitz geboren. Seine Eltern hatten am 6. Juli 1922 in der Pfarrkirche Gamlitz geheiratet. Am 3. Juni 1933 wurde der damals Zehnjährige im Grazer Dom gefirmt. Sein Vater, zu diesem Zeitpunkt Gendarmerieoberwachtmeister, starb im Winter 1938 im Alter von 46 Jahren im Krankenhaus der Barmherzigen Brüder in Graz, nachdem er im Dienst in der Nähe von Kalsdorf bei dem Versuch, ein Kraftfahrzeug anzuhalten, von diesem überfahren und dabei schwer verletzt worden war. Neben seiner Ehefrau Maria und dem Sohn Alois hinterließ er ein weiteres Kind.
Nach dem Besuch der Volks- und der Hauptschule absolvierte Seidl die Lehrerbildungsanstalt in Graz, die er 1942 abschloss. Während seiner damaligen Zeit in Graz trat er am 2. September 1941 im Pfarramt Graz-Karlau aus der Kirche aus, trat jedoch mit 17. Dezember 1943 in Bludenz wieder in die katholische Kirche ein.
Zwischen 1943 und 1945 versah Seidl seinen Kriegsdienst in der Wehrmacht und war nach Beendigung des Zweiten Weltkriegs als Volksschullehrer tätig. 1948 wurde er Direktor der Volksschule in Gabersdorf und heiratete am 29. Jänner 1949 standesamtlich in Graz und kirchlich in der Pfarre Graz-Mariatrost (Basilika Mariatrost) die Schlossermeisterstochter Elisabeth Rosa Emma Plasch (* 24. April 1924 in Leutschach; † 16. Mai 1987 in Graz). Aus der Ehe entstammten vier gemeinsame Kinder.
Im Laufe seiner Karriere erhielt Seidl den Berufstitel Oberschulrat und wurde 1962, im Zuge der Zusammenlegung der Gemeinden Landscha an der Mur und Neudorf an der Mur mit Gabersdorf, Bürgermeister der neugeschaffenen Gemeinde. Dieses Amt übte er (bis 1987) 25 Jahre lang aus und zog während der VII. Gesetzgebungsperiode als Abgeordneter in den steirischen Landtag ein. Dem Landtag gehörte er vom 3. Juni 1970 bis zum 12. November 1974 an und wirkte dabei in einer Reihe von Ausschüssen als Mitglied bzw. Ersatzmitglied mit. Darüber hinaus war er von 1976 bis 1988 Vizepräsident des steirischen Gemeindebundes und von 1978 bis 1991 Vizepräsident des österreichischen Gemeindebundes.
In seiner Heimatgemeinde machte er sich durch das Sammeln von Dokumenten und Fotos, Zeitschriften und diversen Recherche um die Erhaltung der Gabersdorfer Ortsgeschichte verdient. Mithilfe der unter anderem von Seidl gewonnenen Informationen erschien im Jahre 2013 die von Waltraud Weber verfasste Ortschronik Gabersdorf.
Am 7. August 1995 starb Seidl 72-jährig in Graz.